# Drosera bulbosa
Drosera bulbosa es una especie de planta perenne, tuberosa  perteneciente al género de plantas carnívoras Drosera, endémica de Australia Occidental. 

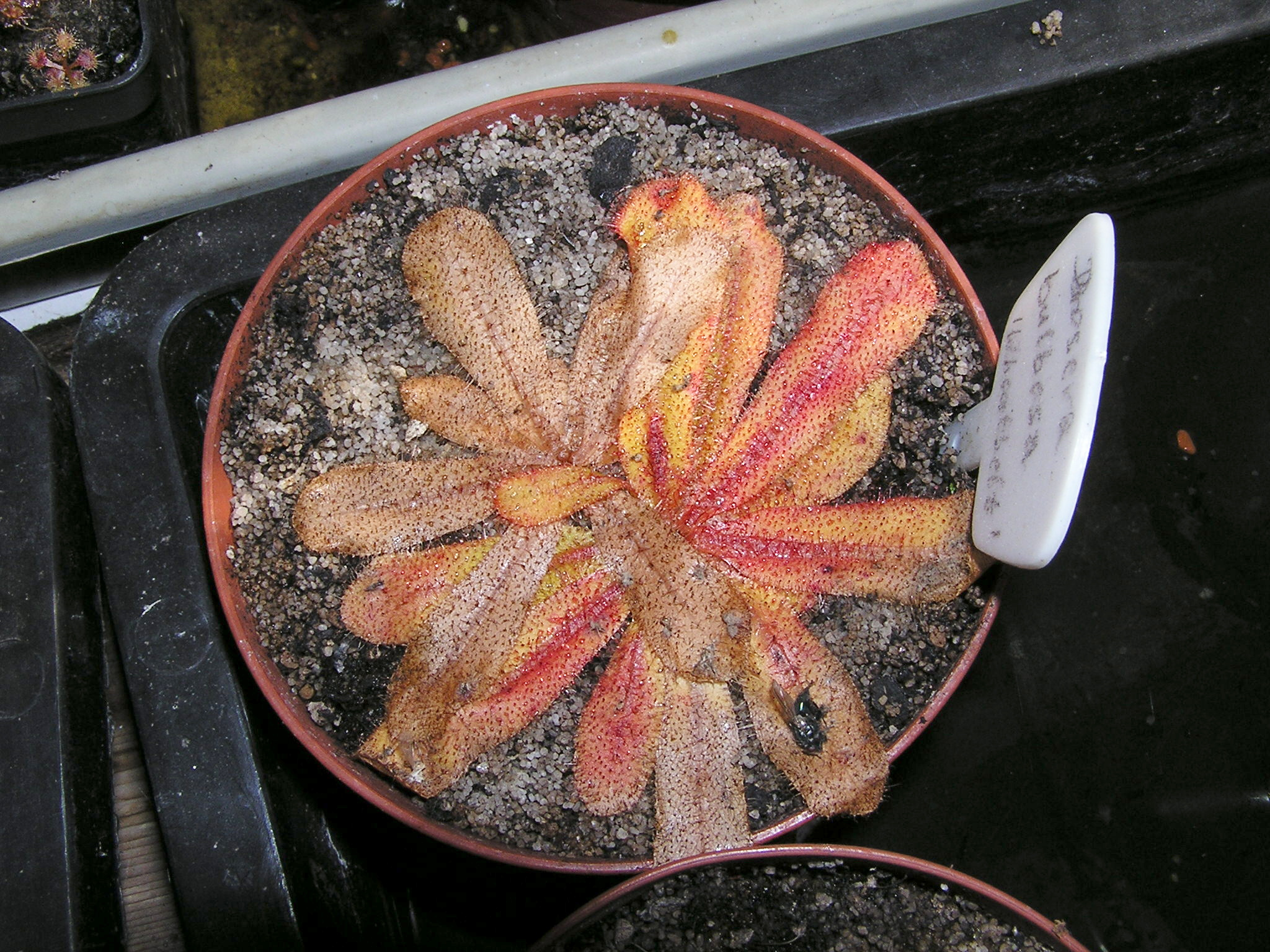
Vista de la planta

## Descripción
Forma una roseta de hojas y produce flores blancas que aparecen entre abril y junio. 

## Taxonomía
Drosera bulbosa fue formalmente descrita por primera vez por William Jackson Hooker en 1841 y publicado en Icones Plantarum , t. 375, en el año 1844.

Etimología
Drosera: tanto su nombre científico –derivado del griego δρόσος (drosos): "rocío, gotas de rocío"– como el nombre vulgar –rocío del sol, que deriva del latín ros solis: "rocío del sol"– hacen referencia a las brillantes gotas de mucílago que aparecen en el extremo de cada hoja, y que recuerdan al rocío de la mañana.
schizandra: epíteto latino que significa "con peciolos".
Sinonimia
- Sondera bulbosa (Hook.) Chrtek & Slavíková, Novit. Bot. Univ. Carol. 13: 43 (1999 publ. 2000).

Drosera bulbosa subsp. bulbosa
- Drosera rosulata Lehm., Nov. Stirp. Pug. 8: 36 (1844).
- Sondera rosulata (Lehm.) Chrtek & Slavíková, Novit. Bot. Univ. Carol. 13: 45 (1999 publ. 2000).

Drosera bulbosa subsp. major (Diels) N.G.Marchant & Lowrie, Kew Bull. 47315 (1992).
- Drosera bulbosa var. major Diels in H.G.A.Engler (ed.), Pflanzenr., IV, 112: 126 (1906)[4]